# Dobsonia
Dobsonia is een geslacht van vleerhonden dat voorkomt in de omgeving van Nieuw-Guinea, van de centrale Filipijnen, Celebes en Bali in het westen tot de Salomonseilanden in het oosten en het Kaap York-schiereiland in het zuiden.

## Beschrijving
Leden van het geslacht Dobsonia zijn middelgrote tot grote vleerhonden. Zij hebben allemaal het kenmerk dat hun vleugels elkaar raken bij het midden van de rug, zodat de rug er naakt uitziet. De tweede vinger op de vleugel is afwezig. Alle soorten hebben een korte staart. Er zijn vier hoektanden.

## Taxonomie
Dit geslacht is het nauwst verwant aan Aproteles bulmerae uit Nieuw-Guinea en aan Harpyionycteris uit Celebes en de Filipijnen.

### Soortenindeling
Het geslacht is verdeeld in vier groepen. De minor-groep omvat alleen D. minor, de kleinste soort van het geslacht. De moluccensis-groep omvat een groot aantal soorten uit het hele verspreidingsgebied van het geslacht. De soorten uit deze groep zijn relatief groot en slapen vaak in grotten. De viridis-groep omvat ook vrij veel soorten. De soorten uit deze groep zijn middelgroot en hebben een groenachtige vacht. De peronii-groep omvat alleen D. peronii uit de Kleine Soenda-eilanden. Net als de viridis-groep heeft D. peronii een groene vacht, maar hij verschilt van die soorten in de vorm van het rostrum, een deel van de schedel. Er komen nooit twee soorten uit dezelfde groep in hetzelfde gebied voor. Dit geslacht omvat de volgende veertien beschreven soorten:
- D. minor-groep
  - Dobsonia minor (Celebes, Nieuw-Guinea en omliggende eilanden)
- D. moluccensis-groep
  - Dobsonia anderseni (Bismarck-archipel)
  - Dobsonia chapmani (Cebu en Negros in de Filipijnen)
  - Dobsonia emersa (Biak en Owi bij Nieuw-Guinea)
  - Dobsonia exoleta (Celebes en nabijgelegen eilanden)
  - Dobsonia magna (Nieuw-Guinea en nabijgelegen eilanden; Noordoost-Australië)
  - Dobsonia moluccensis (centrale Molukken, uitgestorven op Timor)
  - Dobsonia pannietensis (eilanden ten zuidoosten van Nieuw-Guinea)
- D. peronii-groep
  - Dobsonia peronii (Kleine Soenda-eilanden)
- D. viridis-groep
  - Dobsonia beauforti (eilanden ten noordwesten van Nieuw-Guinea)
  - Dobsonia crenulata (Celebes en de noordelijke Molukken)
  - Dobsonia inermis (Salomonseilanden)
  - Dobsonia praedatrix (Bismarck-archipel)
  - Dobsonia viridis (centrale en zuidelijke Molukken)

Op Numfor komt een onbeschreven soort uit de D. moluccensis-groep voor en op de Tanimbar-eilanden een onbeschreven soort uit de D. viridis-groep.

### Naamgeving
In een artikel uit 1898 waarin hij een aantal problemen rond de nomenclatuur van vleermuizen beschreef en oploste, stelde de Amerikaanse zoöloog Theodore Sherman Palmer de naam Dobsonia voor als eerbetoon aan George Edward Dobson, die een specialist was op het gebied van vleermuizen.